# Nusaybin
Nusaybin là một thành phố nằm trong tỉnh Mardin của Thổ Nhĩ Kỳ. Thành phố Nusaybin có diện tích km², dân số thời điểm năm 2009 là 83.832 người, dân cư chủ yếu là người Kurd. Đây là thành phố lớn thứ tại Thổ Nhĩ Kỳ.
Nusaybin nằm ở phía bắc biên giới với Syria, đối diện với thành phố Al-Qamishli. Sông Jaghjah chảy qua hai thành phố.

## Khí hậu
| Dữ liệu khí hậu của Nusaybin            | Dữ liệu khí hậu của Nusaybin | Dữ liệu khí hậu của Nusaybin | Dữ liệu khí hậu của Nusaybin | Dữ liệu khí hậu của Nusaybin | Dữ liệu khí hậu của Nusaybin | Dữ liệu khí hậu của Nusaybin | Dữ liệu khí hậu của Nusaybin | Dữ liệu khí hậu của Nusaybin | Dữ liệu khí hậu của Nusaybin | Dữ liệu khí hậu của Nusaybin | Dữ liệu khí hậu của Nusaybin | Dữ liệu khí hậu của Nusaybin | Dữ liệu khí hậu của Nusaybin |
| Tháng                                   | 1                            | 2                            | 3                            | 4                            | 5                            | 6                            | 7                            | 8                            | 9                            | 10                           | 11                           | 12                           | Năm                          |
| --------------------------------------- | ---------------------------- | ---------------------------- | ---------------------------- | ---------------------------- | ---------------------------- | ---------------------------- | ---------------------------- | ---------------------------- | ---------------------------- | ---------------------------- | ---------------------------- | ---------------------------- | ---------------------------- |
| Trung bình ngày tối đa °C (°F)          | 11 (52)                      | 13 (55)                      | 17 (63)                      | 22 (72)                      | 30 (86)                      | 37 (99)                      | 41 (106)                     | 40 (104)                     | 35 (95)                      | 28 (82)                      | 20 (68)                      | 13 (55)                      | 26 (78)                      |
| Trung bình ngày °C (°F)                 | 6 (43)                       | 7 (45)                       | 11 (52)                      | 16 (61)                      | 22 (72)                      | 28 (82)                      | 32 (90)                      | 31 (88)                      | 27 (81)                      | 21 (70)                      | 13 (55)                      | 8 (46)                       | 19 (65)                      |
| Tối thiểu trung bình ngày °C (°F)       | 3 (37)                       | 4 (39)                       | 7 (45)                       | 11 (52)                      | 16 (61)                      | 21 (70)                      | 25 (77)                      | 24 (75)                      | 20 (68)                      | 16 (61)                      | 9 (48)                       | 5 (41)                       | 13 (56)                      |
| Lượng Giáng thủy trung bình mm (inches) | 51 (2.0)                     | 30 (1.2)                     | 35 (1.4)                     | 26 (1.0)                     | 16 (0.6)                     | 0 (0)                        | 0 (0)                        | 0 (0)                        | 0 (0)                        | 12 (0.5)                     | 19 (0.7)                     | 34 (1.3)                     | 223 (8.7)                    |
| Số ngày mưa trung bình                  | 8                            | 7                            | 7                            | 5                            | 2                            | 0                            | 0                            | 0                            | 0                            | 2                            | 4                            | 6                            | 41                           |
| Nguồn: Weather2                         |                              |                              |                              |                              |                              |                              |                              |                              |                              |                              |                              |                              |                              |